# Eyad Abu Abaid
Eyad Abu Abaid (in ebraico איאד אבו עביד‎?; Meiser, 31 dicembre 1994) è un calciatore israeliano, difensore del Bnei Sakhnin.

## Statistiche

### Cronologia presenze e reti in nazionale
| Cronologia completa delle presenze e delle reti in nazionale ― Israele | Cronologia completa delle presenze e delle reti in nazionale ― Israele | Cronologia completa delle presenze e delle reti in nazionale ― Israele | Cronologia completa delle presenze e delle reti in nazionale ― Israele | Cronologia completa delle presenze e delle reti in nazionale ― Israele | Cronologia completa delle presenze e delle reti in nazionale ― Israele | Cronologia completa delle presenze e delle reti in nazionale ― Israele | Cronologia completa delle presenze e delle reti in nazionale ― Israele |
| Data                                                                   | Città                                                                  | In casa                                                                | Risultato                                                              | Ospiti                                                                 | Competizione                                                           | Reti                                                                   | Note                                                                   |
| ---------------------------------------------------------------------- | ---------------------------------------------------------------------- | ---------------------------------------------------------------------- | ---------------------------------------------------------------------- | ---------------------------------------------------------------------- | ---------------------------------------------------------------------- | ---------------------------------------------------------------------- | ---------------------------------------------------------------------- |
| 1-9-2021                                                               | Tórshavn                                                               | Fær Øer                                                                | 0 – 4                                                                  | Israele                                                                | Qual. Mondiali 2022                                                    | -                                                                      | 84’                                                                    |
| 9-10-2021                                                              | Glasgow                                                                | Scozia                                                                 | 3 – 2                                                                  | Israele                                                                | Qual. Mondiali 2022                                                    | -                                                                      |                                                                        |
| 12-10-2021                                                             | Be'er Sheva                                                            | Israele                                                                | 2 – 1                                                                  | Moldavia                                                               | Qual. Mondiali 2022                                                    | -                                                                      |                                                                        |
| 12-11-2021                                                             | Klagenfurt am Wörthersee                                               | Austria                                                                | 4 – 2                                                                  | Israele                                                                | Qual. Mondiali 2022                                                    | -                                                                      | 55’ 82’                                                                |
| 29-3-2022                                                              | Netanya                                                                | Israele                                                                | 2 – 2                                                                  | Romania                                                                | Amichevole                                                             | -                                                                      | 46’                                                                    |
| 13-6-2022                                                              | Reykjavík                                                              | Islanda                                                                | 2 – 2                                                                  | Israele                                                                | UEFA Nations League 2022-2023 - 1º turno                               | -                                                                      | 78’ 90+3’                                                              |
| Totale                                                                 |                                                                        | Presenze                                                               | 6                                                                      |                                                                        | Reti                                                                   | 0                                                                      |                                                                        |